# La ragazza di tutti
La ragazza di tutti (She Fought Alone) è un film drammatico statunitense del 1995 del regista Christopher Leitch basato su una storia vera.

## Trama
Caitlin Rose è una ribelle liceale di diciassette anni, la quale quotidianamente affronta delle discussioni con sua madre. La sua unica ambizione è quella di entrare nel club più esclusivo della scuola, dove conosce uno studente che la molesta e poi la stupra. Il suo incubo termina quando Ethan, insieme alla madre della stessa Caitlin decide di aiutarla mettendo fine a queste atroci violenze.

## Tagline
- She cried rape. But no one would listen.